# Brigada Real da Marinha
A Brigada Real da Marinha (BRM) foi um corpo de tropas da Marinha Portuguesa, vocacionado para guarnecer a artilharia das embarcações de guerra, atuar como infantaria de desembarque e manter os petrechos navais. A BRM foi criada em 1797 e extinta em 1832. Constituiu uma das antecessoras dos atuais Corpo de Fuzileiros de Portugal e Corpo de Fuzileiros Navais do Brasil.

## História
A Brigada Real da Marinha foi criada pelo Alvará com força de Lei de 28 de agosto de 1797 da Rainha D. Maria I. Resultou da fusão numa única unidade dos anteriores 1º e 2º regimentos de infantaria da Armada e Regimento de Artilharia da Marinha. A BRM seria comandada por um oficial general da Armada e seria composta pelas divisões de Artilheiros Marinheiros, de Fuzileiros Marinheiros e de Artífices e Lastradores, totalizando um total de 5222 praças. O seu primeiro comandante foi o Marquês de Niza.
A BRM teria como distritos de recrutamento os mesmos dos antigos regimentos da Armada e que eram o termo de Lisboa e a comarca de Montemor-o-Velho.
Pouco depois da sua criação, em 1798, forças da BRM participam na Campanha do Mediterrâneo, embarcadas na esquadra portuguesa enviada para auxiliar a Marinha Britânica contra as forças francesas. Essa esquadra era comandada pelo Marquês de Niza que havia pouco antes deixado o comando da BRM. No Mediterrâneo, a BRM esteve particularmente envolvida nos bloqueios da ilha de Malta, durante os quais as suas forças de desembarque - constituídas por centenas de fuzileiros e artilheiros - auxiliaram em terra as forças populares maltesas no combate contra os ocupantes franceses.
Na sequência das Invasões Francesas de Portugal, em 1807, uma grande parte BRM embarca na esquadra que transfere a Corte Portuguesa para o Brasil. A partir do Brasil, os fuzileiros marinheiros da BRM, participam ativamente na Invasão da Guiana Francesa em 1809. Em 1816, forças da BRM participam também na invasão portuguesa do Uruguai.
Quando da Independência do Brasil em 1822, o contingente da BRM que ali se encontrava foi transformado no Batalhão de Artilharia Naval da então constituída Marinha do Brasil, antecessor do atual Corpo de Fuzileiros Navais. A BRM mantém-se contudo a existir ao serviço da Marinha Portuguesa até 1832. A 31 de outubro de 1832, a Brigada Real da Marinha foi extinta, dando lugar ao Regimento da Armada, o qual, em 1837, foi transformado no Batalhão Naval.

## Organização
Segundo o Alvará de 28 de agosto de 1797, o Decreto de 11 de novembro de 1797 e a Resolução de 28 de março de 1798, a Brigada Real da Marinha seria composta por:
- Inspetor-geral do corpo - o qual deveria ter pelo menos a patente de chefe de esquadra (equivalente ao atual contra-almirante), comandando as três divisões e estando subordinado à Secretaria de Estado da Marinha, Tribunal do Almirantado e Junta da Fazenda da Marinha;
- Três chefes de divisão (equivalentes aos atuais comodoros) - comandantes das três divisões, subordinados ao inspetor-geral;
- Três capitães de fragata - desempenhando as funções de majores de cada uma das divisões;
- Dois primeiros-tenentes - desempenhando as funções de ajudantes;
- 1ª Divisão - composta por 10 companhias de artilheiros marinheiros, cada qual comandada por um capitão-tenente e constituída por 177 oficiais e soldados;
- 2ª Divisão - composta por 12 companhias de fuzileiros marinheiros, cada qual comandada por um capitão-tenente e constituída por 177 oficiais e fuzileiros marinheiros;
- 3ª Divisão - composta por nove companhias de artífices marinheiros e uma de lastradores marinheiros, cada qual comandada por um capitão-tenente. As companhias de artífices e a de lastradores eram constituídas, respetivamente, por 132 e 140 oficiais e marinheiros.
- Música - igual à estabelecida para a Legião de Tropas Ligeiras.

Para além disso, cada divisão teria ainda um quartel-mestre, com a patente de primeiro tenente. A primeira e segunda divisão teriam ainda, cada uma, um ajudante e um porta-bandeira. A primeira divisão teria também um tambor-mor.